# پودالگودا
پودالگودا (به لاتین: Poddalgoda) یک منطقهٔ مسکونی در سری‌لانکا است که در استان مرکزی (سری‌لانکا) واقع شده‌است.